# Верцилијани (Гросето)
Верцилијани је насеље у Италији у округу Гросето, региону Тоскана.
Према процени из 2011. у насељу је живело 14 становника. Насеље се налази на надморској висини од 534 м.